# Beulah (North Dakota)
Beulah ist eine Stadt des Mercer County im US-amerikanischen Bundesstaat North Dakota. 

## Geographie
Beulah liegt auf 47°16'5" nördlicher Breite und 101°46'38" westlicher Länge. In einer Entfernung von rund 90 Kilometern befindet sich die Hauptstadt des Bundesstaates Bismarck in südöstlicher Richtung. Der Lake Sakakawea ist 25 Kilometer im Norden, der Interstate 94-Highway ca. 50 Kilometer im Süden von der Stadt entfernt.

## Geschichtliches
Die Stadt wurde 1913 gegründet und erhielt ihren Namen nach Beulah Stinchcombe, der Nichte eines in der örtlichen Landentwicklung tätigen Geschäftsmanns. In der Gegend wurde Braunkohle (Beulah lignite) gefunden und abgebaut, die auch in einer 1984 in Betrieb genommenen Kohlevergasungsanlage (Great Plains Synfuels Plant) eingesetzt wird. Hauptarbeitgeber der Stadt ist auch heute noch die Dakota Gasification Company, der Betreiber der Anlage. Wegen dieser sowie weiterer Energieversorgungsunternehmen wird Beula zuweilen der Spitzname „Energy Capital of North Dakota“ verliehen.

## Demografische Daten
Im Jahre 2010 wurde eine Einwohnerzahl von 3121 Personen ermittelt, was eine Steigerung um 8,4 % gegenüber dem Jahr 1980 bedeutet.
Die Vorfahren der heutigen Bewohner der Stadt gehen zu 56 % auf Einwanderer aus Deutschland zurück, rund 9 % kamen aus Norwegen, 7 % aus Irland, 6 % aus Russland und 3 % aus England. Aus diversen weiteren Ländern stammten insgesamt weitere 17 % ab. Etwa 2 % der Bevölkerung gehen auf Ureinwohner zurück.

## Wirtschaft
Nördlich von Beulah befindet sich die Freedom Mine, die von NACCO betrieben wird. Der Tagebau ist die größte Braunkohlemine der USA.